# 조지아-오세티야 분쟁
조지아-오세티야 분쟁은 1989년에 전개되어 1991~1992년 남오세티야 전쟁으로 발전한 조지아의 남오세티야 자치 지역에서의 민족적-정치적 충돌이다. 휴전이 체결과 무수한 평화적 노고에도 불구하고 그 충돌의 문제들은 해결되지 않은 상태로 남아 있고, 소수의 무장 사건들이 계속된다. 2008년 8월, 조지아와 남오세티야 간의 외교적 긴장감과 충돌들은 2008년 남오세티야 전쟁을 발발하게 했다.

## 충돌의 발단
조지아와 오세티야의 충돌은 1918년 가까이 거슬러 올라간다. 러시아 혁명의 여파로, 조지아는 멘셰비키 통제 체제에 있었고, 반변에 볼셰비키는 러시아의 관리권을 차지했다. 1920년 6월, 러시아가 지원하는 오세티야 군대는 조지아군과 국민 경호대를 공격했다. 조지아는 힘차게 대응했고 폭도들을 무력화 시켰으며 여러 오세트인 군락들이 잿더미가 되었고 2만명의 오세트인들이 소비에트 러시아로 피신하는 난민 신세가 되었다. 8개월 후, 붉은 군대는 대대적으로 조지아를 침입했고, 1922년에 남오세티야 자치주가 성립되었다.
1980년대 후반, 미하일 고르바초프 수상에 의해 페레스트로이카 정책이 시행될 때, 조지아 소비에트 사회주의 공화국(SSR)에서 민족주의 봉기가 야기되었고, 조지아는 독립을 향해 나아갔었는데 오세티야 국가주의 조직인 아데몬 니카스(인민 전선)의 반발에 부딪혔다. 1988년에 창립된 아데몬 니카스는 1989년 9월, 소련 최고의회와 소련 각료평의회, 소련 공산당 중앙위원회에 조지아 소비에트 사회주의 공화국의 조지아어 공식어 지정과 사용을 촉구하는 법안이 비민주적이고 위헌적이라며 항의하고 나아가 남오세티야와 북오세티야의 통합을 요구하였으나 트빌리시와 모스크바 양측에 기각당한다. 이후 1989년 11월 10일, 남오세티야 최고의회의 일부 인사들은 남오세티야 지역의 자치권에서 자치국으로의 격상을 요구했으나, 이튿날 조지아 최고평의회는 그 요구를 불법이라 선언하고 남오세티야 자치구의 제1 당서기를 해임하였다. 1989년 11월 23일, 즈비아드 감사쿠르디아가 이끄는 수 천명의 조지아 민족주의자들과 저항 세력의 지도자들이 회담을 열기위해 남오세티야의 수도 츠힌발리로 향했다. 오세티야는 도로에 방해물들을 집결시켰고 소비에트 부대의 간섭으로 두 시위대 간의 충돌은 모면했다. 소비에트 사령관은 조지아의 시위대를 철수하게끔 했다. 그러나 그 직후에 조지아와 오세티야 사이의 충돌에서 여러 사람들이 부상당했다.
1990년 초 쯤에 남오세티야군은 300~400명의 불충분하게 무장된 군인들만 갖고 있었지만, 6개월 후에는 그들의 수가 1,500명으로 불어나 있었다. 남오세티야 소규모 민병대의 주 보급원은 츠힌발리에 기지가 있는 헬리콥터 연대였다. 인접 마을들에 거주하는 민족적으로 조지아인인 사람들은 메랍 코스타바 회라고 알려진 자주-방어군을 조직했다.
조지아 최고 의회는 1990년 여름에 지역 당파들을 제외하고 법률을 채택했다. 그러함은 오세트인들에게는 아데몬 나카스에 대항하는 조짐으로 해석됐다. 1990년 9월 20일에, 남오세티야 자치주는 소비에트 연방의 독립 결정을 승인해 달라고 모스크바에게 호소하며 남오에티야 민주주의 소비에트 공화국으로의 독립을 선언했다. 1990년 10월에 조지아 최고 의회 선거가 열릴 때, 남오세티야인들은 그 선거를 배척했다. 1990년 12월 10일, 남오세티야가 그들만의 선거를 열었는데, 조지아는 그 선거가 불법이라고 주장했다. 이튿날에 조지아 최고 소비에트는 남오세티야의 선거 결과를 무효화했고 남오세티야의 자치권을 박탈했다.
1990년 9월 11일, 츠힌발리와 그 주변에서 유혈 사건들이 발생했다. 12월 12일, 조지아 정부는 츠한발리와 자바 구역에 국가 비상 사태를 발령했다. 오세티야 무장 단체들의 무장을 해체 시키기 위해서 조지아 경찰과 국가 경비대의 부대들이 그 지역에 파병되었다.
USSR의 해체 기간 동안, 미국 정부는 1933년의 국경에에 관한 과거-몰로토프-리벤트롭 협정(프랭클린 D. 루즈벨트 정부가 그 해 말에 크렘린과의 외교 관계를 수립함)을 합법적으로 승인했다.. 그 덕분에, 조지 H. W. 부시 집행부는 발트 SSRs의 독립 영토 반환을 공개적으로 지원했지만, 1920년대부터 변하지 않는 USSR 지역들의 국경들을 갖는 조지아, 아르메니아, 아제르바이잔 그리고 트랜스캅카스의 나머지 지역의 독립과 영토 분쟁은 소비에트 내부 체계와 관련된 문제로 여겨졌다.

## 전쟁 연대표

### 1918~1920년 남오세티야 충돌
조지아-오세티야 충돌(1918~1920년)은 트랜스캅카스 민주주의 연방 공화국과 그 다음에는 멘셰비키-우세의 조지아 민주공화국 대항하여 조지아에서 탈퇴한 공화국인 오늘날 남오세티야의 오세트인 거주 지역에서 일어난 수 천명의 목숨을 앗아간 연속적인 봉기였다.

### 1991~1992년 남오세티야 전쟁
조지아-오세티야 충돌

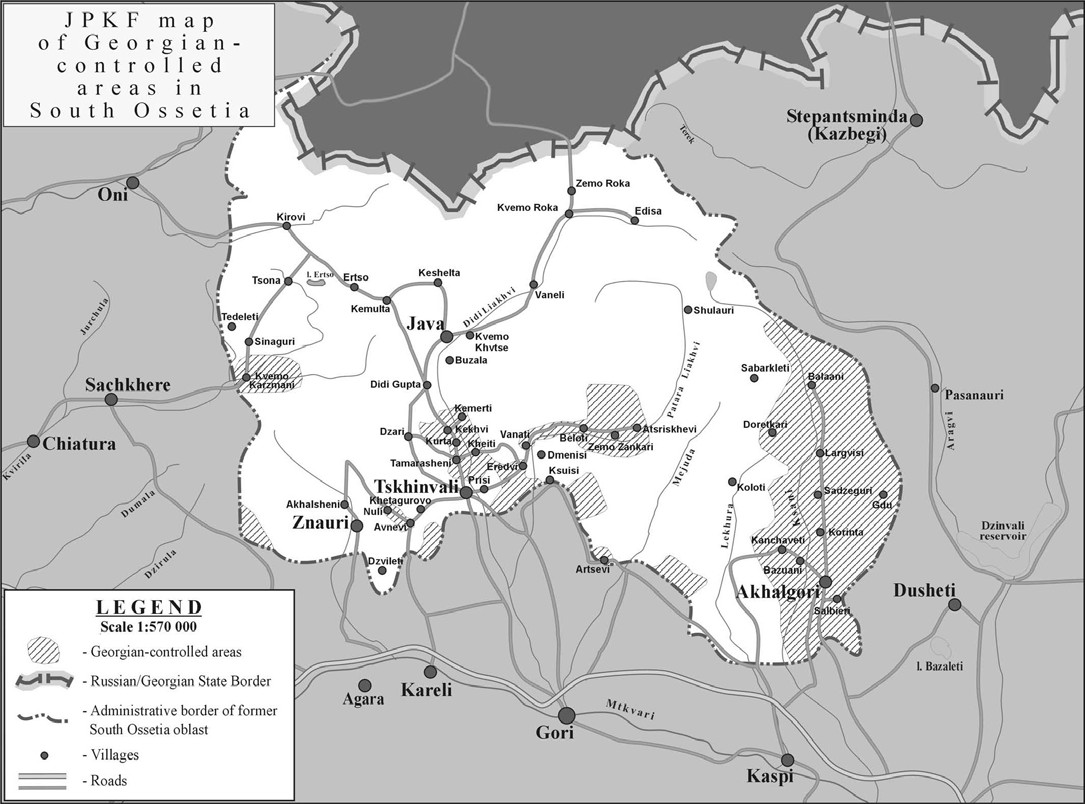
JPJF에 따르면, 빗줄쳐 있는 부분이 2007년에 남오세티야에서의 조지아인에 의해서 통제되는 지역들이라고 한다.

1991~1992년에 오세티야-조지아의 긴장은 단계적으로 확대되며 1,000명 정도가 살해 당했다.

### 휴전
조지아 측과 오세티야 측 사이에 러시아와 OSCE가 개입하여 1995년 10월 30일에 충돌의 평화적 해결을 위한 협상을 조정하기 시작했다. 양 측이 향후에 군사력의 사용을 포기한다는 '안보와 공동 신뢰를 규정하는 조치에 대한 각서'에 서명하던 1996년에는 협상에서 빠져나올 수 있는 돌파구가 마련되었다. 조지아의 후임-대통령 에두아르트 셰바르드나제와 데 팍토 남오세티야 대통령 루드비그 치비로프와 그들의 정부 지도자들 사이에서의 개별 회담들이 뒤를 이었다.
피난 갔던 사람들이 분쟁 지대에 재정착했지만 수는 아직 적었고, 그 지역의 경제 상태는 그들에게 난관이 됐다. 조지아와 오세티야와의 무수히 많은 소큐모의 협업 절차가 이루어졌다.
그 시기 동안에 그 지역에 대한 중앙 정부의 통제가 부재되었다. 츠힌발리 교외의 에르그네티 시장은 분명한 조지아 국세청을 망각하고 밀수가 자행되는 대규모 무역 중추였다. 그 거래들에서 이탈자들의 코코이티 관리 체제의 원조가 증가했다. 분쟁에 대한 문제들이 해결되지 않음으로 유괴, 마약 밀송, 무기 거래 등의 불법 행위들의 발전을 장려하는 꼴이 됐다.

### 2004년 긴장 표출

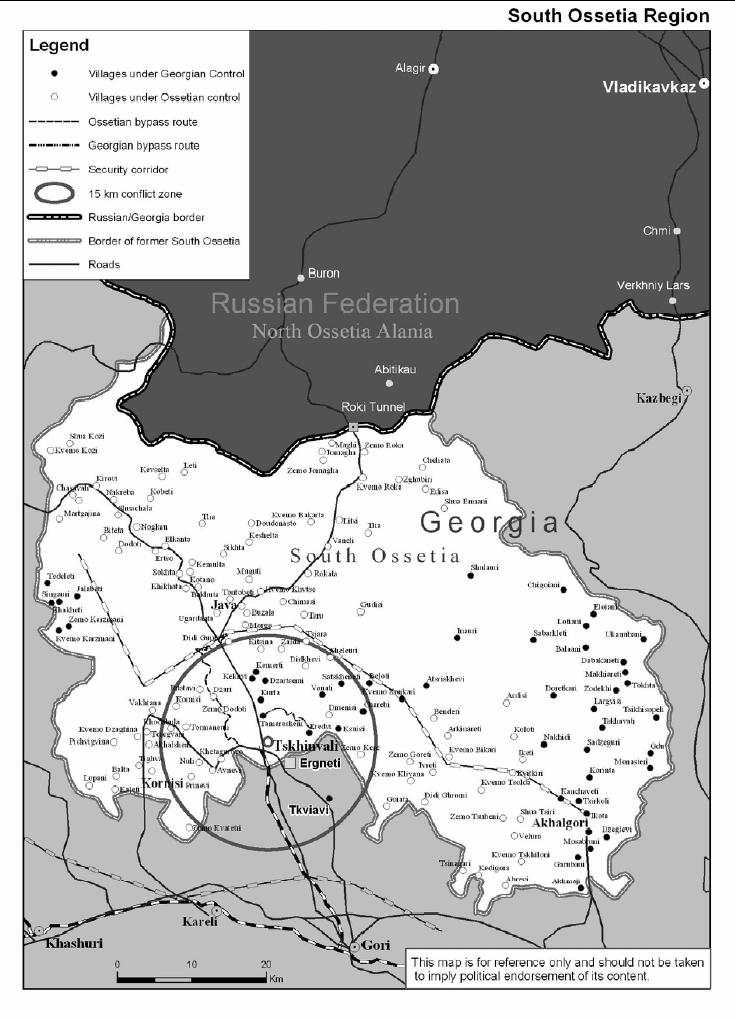
분리 독립을 지지하는 영토들과 조지아가 통제하는 영토들을 보여주는 남오세티야의 상세 지도, 2004년 11월.

2004년에는 단기간의 군사 충돌이 발생했다. 전투가 벌어지고 며칠후에 협상에서 어색한 평화가 제안됐다.
2003년, 미헤일 사카시빌리가 대통령으로 당선 됐을 때, 그는 조지아의 중앙 통제 하에서 탈퇴한 두 지역을 완전히 되돌려 놓겠다는 목표를 설정했다. 그는 NATO를 택했고, 외교 정책에 있어서 특히 미국을 주요 동맹국으로 선택했으며, 그 변화로 그는 서방 국가들로부터 금전적이고 물질적인 지원을 받았다. 미국은 조언 고문을 통해 "테러와의 전쟁"의 보호 아래서 공격에 대비하여 조지아군의 부적당한 전투 방식을 전문적으로 훈련시키기 시작했다. 조지아는 군인의 수로 본다면 미국과 영국 다음인 세 번째로 큰 군사 합동 작전의 참전국이 되었다. 조지아는 미국, 이스라엘, 독일, 발트해 국가들에게 무료로 무기를 공급 받았다. 사카시빌리가 취임하고부터 나라의 국방 예산은 미국의 원조로 다시 충당되었고, 견실히 증가했다. 그 상황에서, 조지아의 탈퇴 공화국들과의 긴장 상태들은 고조되었다. 뒤이어 2004년 5월에, 또 다른 불충분하게-통제되는 아자라(아자르인은 민족적으로 조지아인에 가깝다.) 주에 진출한 대통령 미헤일 사카시빌리 정부는 그들의 관심을 남오세티야로 돌려놓았다. 2005년 사카시빌리는 조지아인 주민들과 오세트인 주민들 모두에게 박애주의 원조를 제안했고 광대한 지역 자치권을 주겠다고 약속했다.
6월 중순, 조지아 경찰은 러시아로부터 면세된 재화들이 거래되는 본거지인 에르그네티 시장을 철거했다. 조지아의 그러한 행동은 긴장된 상황을 더 악화시켰다. 그에 따른 보복으로, 남오세티야군은 며칠 간 러시아와 조지아 사이의 고속도로를 폐쇄했다. 조지아의 지역 집행부는 분리주의자-통제 하의 수도인 츠힌발리로의 우회로 개척을 위해 조지아인-거주지 파타라 리아크비와 디디 리아크비 계곡 사이의 도로의 복구 작업에 착수했고 그 곳을 통제하기 위해서 군사 정찰대를 파견했다. 7월 7일, 조지아 평화유지군은 러시아인 호송을 방해했고, 그로 인해 트빌리시와 모스크바 사이의 긴장감이 싹텄다. 그 보복으로, 사카시빌리는 평화 회담의 참석을 거부했다. 대규모의 조지아군이 군사 분계선으로 이동했고, 며칠 동안 빈번히 포격 소리가 진동했다. 체포된 조지아의 군인들은 3명만 빼고 7월 9일에 모두 석방되었다.

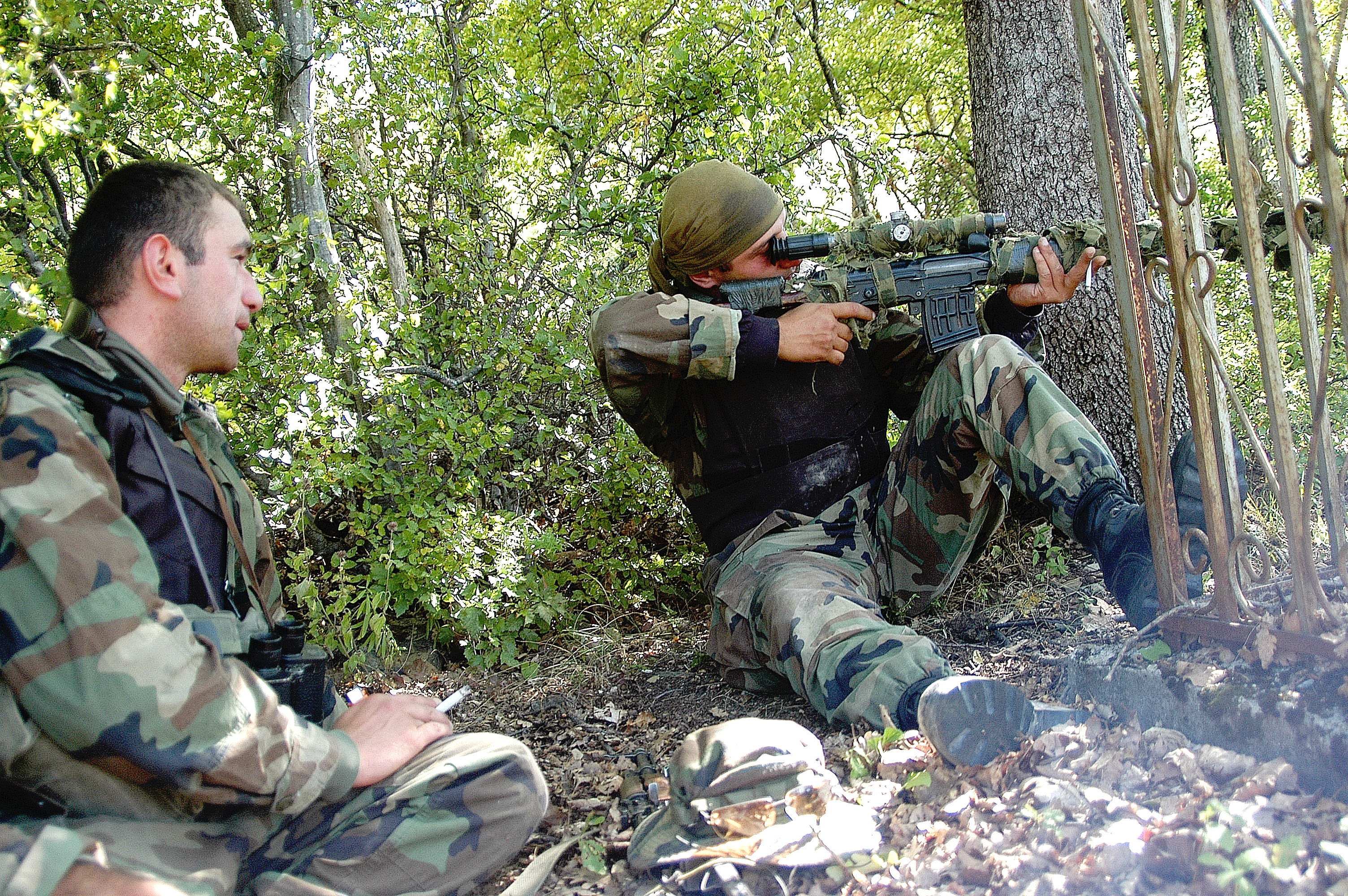
조지아군 저격수가 오세트인 반란군을 향해 조준하고 있다.

러시아 두마가 남오세티야 분리론자들을 지지하는 결의안을 통과시킴으로, 트빌리시와 모스크바 사이의 긴장감은 계속하여 악화되었다. 형제국인 비승인된 국가 압하스와 러시아의 트란스니스트리아, 코사크의 공동체들과 남오세티야인들은 만일 조지아가 공격해 온다면 남오세티야를 지원할 것을 약속했다. 주로 코사크인들로 구성된 수백명의 러시아 지원군들이 분리주의 정부를 방어하기 위해서 남오세티야에 당도했다.
총격과 박격포 공격이 있던 3일 밤이 지나고, 8월 13일에 휴전에 관한 논의가 진전되었다. 조지아의 국무총리 주랍 즈바니아와 데 팍토 남오세티야 대통령 에두아르트 코코이티는 휴전 조약에 서명했다. 그러나, 그 협정은 서명 후 얼마 못가 위반되었다. 8월 18일과 8월 19일에 유혈 충돌들이 발생했다. 8월 19일에는, 밤샘 전투로 양측 모두 여러 명이 사살되고 부상당했으며, 조지아군은 오세티야가 러시아의 코사크 지원군들이 와주기를 꾹 참고 기다리던 트리아카나의 오세트인 마을 인근의 여러 전략적인 구릉지들을 포위했다. 그러나, 작전 성공이후에 얼마 지나지 않아, 미헤일 사카시빌리는 남오세티야에게 "평화를 위한 마지막 기회"를 주어야 했음을 발표했고 트빌리시는 총포탄이 오가는 분쟁지에서의 평화를 위해 비-평화유지군 병력들을 철수시켜야 했다고 덧붙였다. 며칠 후, 조지아 병력들은 분쟁지에 있는 전략상으로 중요한 고지대 꼭대기들을 공동 평화 유지군에게 이양했다. 보고에 의하면, 16명의 조지아 군인들과 오세트인 및 러시아인 지원군들의 12명이 8월의 전투에서 목숨을 잃었다고 한다.
11월 15일, 러시아의 소치에서 조지아 국무총리 주랍 즈바니아와 남오세티야 지도자 에두아르트 코코이티 간의 정상 회담에서, 분쟁지의 비군사화 조약이 체결되었다. 그러나, 그 분쟁지에서는 돌발적으로 총격이 오가곤 했다.

### 새로운 평화적 노고
2005년 1월 26일에, 스트라스부르에서 열린 유럽 의회 의원 총회(PACE)의 한 회기에서 미헤일 사카시빌리 조지아 대통령은 남오세티야 충돌의 문제점들을 해결하기 위한 새로운 방안을 제시했다. 그의 제안은 헌법의 자유 보장에 따라 지역의 자주-통치자를 직접 선거로 선출하는 제도를 포함한 자치주의에 대한 폭넓은 방안이 포함되었다. 사카시빌리는 문화, 교육, 사회 정책, 공공 질서, 지역 자주-정부 기구, 환경 보호 등에 관한 안건들의 조정권은 남오세티야 의회에 있어야 한다고 인정했다. 동시에, 남오세티야는 사법 제도에서 표현이 보장되는 헌법과 헌법상-사법부를 지닐 만큼의 국가 정부의 구성에 대하여 소리를 높였다. 조지아는 남오세티야 거주자들의 경제적이고 사회적인 처지를 개선해야 했다. 사카시빌리는 또한 그 충돌들에 관한 문제들의 해결에 있어서 국제 공동체가 더 "중요한" 그리고 "명백한" 역할을 해야 했다고 말했다.

### 2006년 조지아 헬리콥터 공격
2006년 11월 3일, 남오세티야군은 조지아의 국무총리 이라클리 오크루아시빌리와 조지아 국군 부참모장을 태우고 분리주의자-점령 영토를 지나가던 조지아의 MI-8 헬리콥터에 화력을 퍼부었다. 남오세티야 당국의 보고에 의하면 조지아의 헬리콥터가 "격추"되었다고 했는데도 불구하고, 헬리콥터는 가벼운 손상만 입었고, 조지아 정부-통제 영토에 무사히 착륙했다. 그 후에, 남오세티야의 임원들은 조지아의 헬리콥터가 오세티야 영토 상공에 진입한 것은 "분명한 도발"이라며 병력들의 공격한 것은 당연하다고 주장했지만, 비밀 요원들에 우선하여 오크루아시빌리가 승선했기 때문에 항공기를 표적으로 삼았다는 주장은 기각되었다.

### 2006년 사건
2006년 10월 31일, 남오세티야 경찰은 조지아의 자바 구역에서 소규모 접전이 일어났고 그로 인해 한 단체에서 3명의 남성이 사살되었다고 보고했다. 그 단체에서 압수한 무기들은 살상용 저격 소총들, 총기류들, 유탄 발사기들, 수류탄들, 폭파 장치들이 포함돼 있었다. 투사들의 장구류들과 군장에서 나온 다른 물품들로는 이슬람권 언어로 된 문헌(한 책의 제목에는 "무자헤딘 규범서"라고 쓰여있었다), 자바 구역에 대한 지도들, 러시아의 평화유지군 군복 일체들이 포함되어 있었다. 습득물에 대한 조사는 투사들이 사보타주를 이행할 계획을 무산시켰고, 그렇게 긴장이 고조되어 독립을 위한 국민 투표 날짜를 2006년 11월로 앞당겼다. 남오세티야 당국은 그 투사들을 다수가 조지아의 판키시 계곡에서 살고 있는 키스트 체첸인로 판명했다. 남오세티야는 체첸인 용병들을 고용하여 그 지역에서 테러 공격을 자행하게 한 조지아를 고발했다. 러시아는 그에 앞서 조지아가 계곡에 체첸 분리주의자들의 은신처를 제공했다고 고발했다.
조지아 측은 그 사건에 연루된 것을 단호히 부인했다. 조지아 내무부 대변인 쇼타 키자니슈빌리아는 그 사건이 남오세티야의 "내부 분쟁"과 연관되었을 수 있었다고 추정했다.

### 2006년 경쟁 선거
2006년 11월 12일에 남오세티야에서는 두 경쟁 선거와 동시에 국민투표가 개최되었다. 그 지역에서 분리주의자-통제 편은 데 팍도 대통령으로 에두아르트 코코이티를 재선출했고 조지아로부터의 독립에 투표했다. 조지아 통제 하의 지역에서, 트빌리시에서 돌아온 비공식적인 오세티야 반대파는 경쟁 선거를 조직하여 분리론자 정부의 이전 총리였던 드미트리 사나코예프를 "대안 대통령"으로 선출했고 조지아와 미래의 연방 정부 관리 조약을 체결하자는데 투표했다. 츠힌발리와 모스크바 양측은 조지아가 분쟁 지역에서 "꼭두각시 정부"를 설치하려 한다며 그 활동을 규탄했다.

### 조지아의 새로운 시도
2007년 5월 10일, 트빌리시-후원으로 드비트리 사나코예프가 조지아의 대통령에 의해 남오세티야의 일시적인 관리상의 실체의 수장으로 임명되었다. 다음 날, 사나코예프는 충돌 문제 해결을 위한 그의 계획에 대한 윤곽이 담긴 내용을 조지아 의회에게 전달했다(원문). 그 활동은 미국 국무부의 승인을 획득했지만, 츠힌발리의 데 팍도 당국에게 경종을 울렸다. 남오세티야 분리주의자들은 무력을 써서라도 사나코예프 정부를 몰아내겠다고 협박했다. 그러나, 그들의 행동은 러시아의 반감을 샀다.

### 2007년 치텔루바니 미사일 사건
2007년 8월 7일, 트빌리시 북쪽으로 약 65 km(40마일) 거리에 있는 치텔루바니의 조지아-통제 마을에 미사일 한대가 떨어졌지만, 터지지는 않았다. 조지아의 사건 관계자는 두대의 러시아 전투기가 조지아의 재외 레이다 기지 부근을 표적으로 삼아 상공 영역을 침해해서 미사일을 발사했다고 말했다. 러시아와 남오세티야 당국들은 그 지역의 긴장상태를 부추기기 위해서 벌인 조지아의 거짓 깃발 작전의 실시를 고발했다. NATO 국가들(사카슈빌리의 주요 동맹국들)에서 구성된 두 조사 단체들은 전투기가 러시아에서 날아와 조지아 상공을 침범했지만, 러시아 사건 관계자들의 조사 자료를 예로들어, 폭파 결정을 취소했다고 보고했다.

### 2008년 충돌

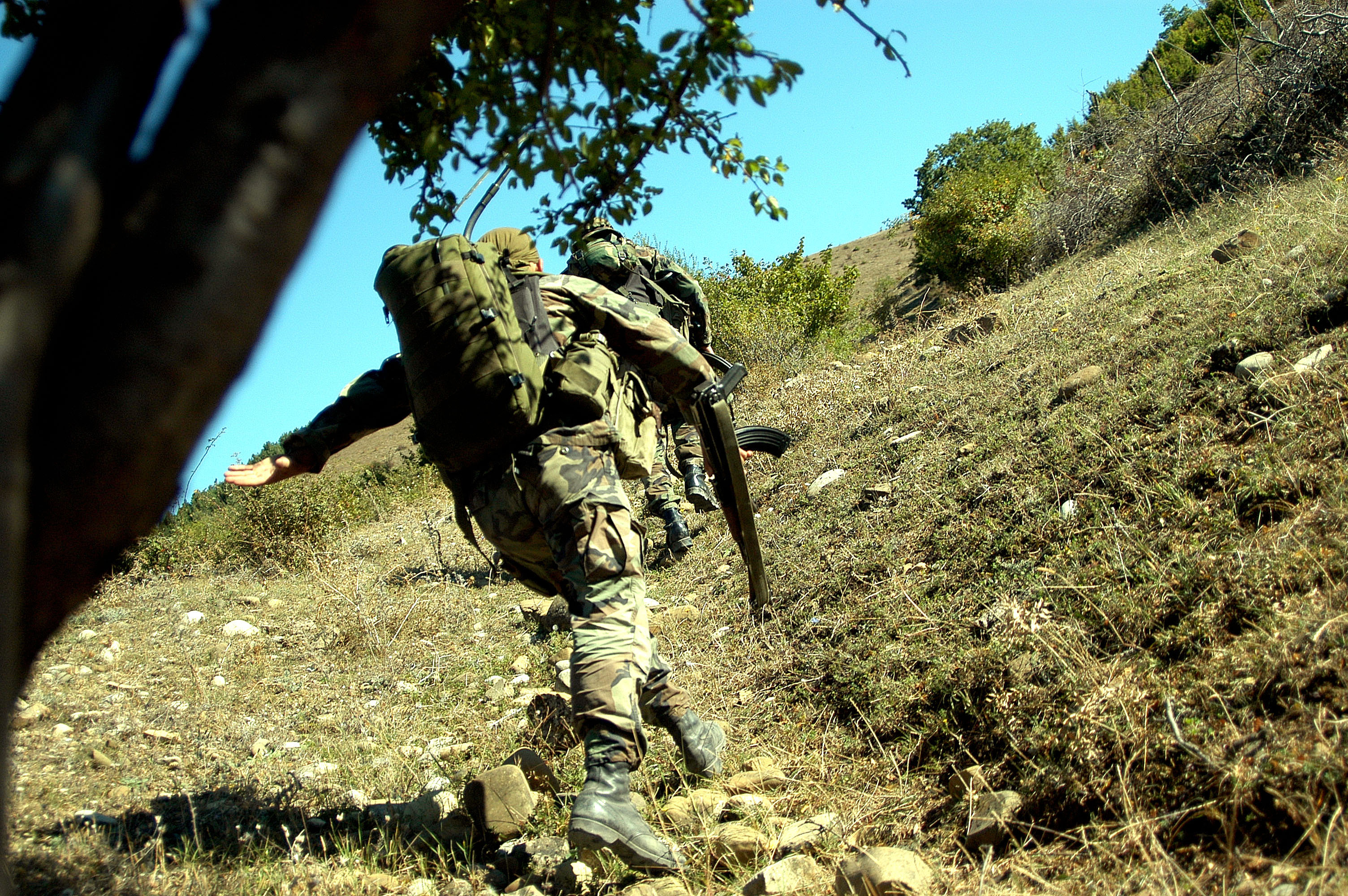
2004년 충돌 기간 동안: 조지아 군대의 제113기 정예 대대원들이 오세티야 반란군들이 단단히 자리잡은 고원 지대를 오르고 있다. 그들은 고원 꼭대기에 위치한 반란군들에게 총격을 받고 있다.

2008년 6월 14일 밤부터 6월 15일 이른 아침까지, 남오세티야군과 조지아군 간에 박격포 공격과 포격이 오갔다는 사실이 보고되었다. 오세티야는 박격포탄은 남오세티야의 수도인 츠힌발리에 조지아-통제 마을에서 날아왔음을, 즉 남오세티야군은 수도 주변에 있는 조지아군에에게 공격 받았다고 보고했다. 조지아는 그게 아니고 남오세티야가 조지아-통제 마을을 먼저 공격했다고 주장하며 초탄 발사를 부인했다. 러시아, 조지아, 남오세티야의 평화 유지군 뿐만 아니라 OSCE 감시단은 충돌 지점들로 파견되었지만, 어느 측이 먼저 초탄들 발사 했는지는 알아내지 못했다. 그 맹폭으로 1명이 죽었고 4명이 부상당했다.
2008년 7월 3일, 남오세티야 경찰 장교가 폭탄에 맞아 죽었으며 그 뒤를 이어 총격이 오갔다. 그 후에 트빌리시-후원 남오세티야 임시 행정부 지도자 드미트리 사나코예프의 이동 호위대가 공격받아 그의 경호원들이 부상을 입었다. 2008년 7월 4일 남오세티야의 츠힌발리와 어떤 마을에서 포격과 총격으로 2명이 죽었다. 남오세티야 출판부와 정보 위원회는 우비아 마을의 경찰 근무 구역에 대한 공격으로 남오세티야 민병이 살해당했고 다른 몇명은 부상을 입었으며, 츠힌발리로의 포격이 뒤를 이어 1 명의 사상자가 더 발생했다고 보고했다. 들리는 바에 의하면 포격은 박격포와 유탄발사기 공격이 포함되었다고 한다. 조지아는 조지아-통제 마을에 대한 남오세티야 민병의 포격에 대한 대응으로 포격을 개시했다고 주장했다. 남오세티야군은 예비병들을 소집해 그들을 공격에 대한 대응을 하기 위해 경계 임무를 맡는 방어군에 배치했다. 그 지역 러시아 평화유지군의 수장은 교착상태가 악화된다면 필요 이상의 군인들이 배치될 수 있다는 말을 인용했다. 남오세티야는, 만일 공화국에 대한 공격이 멈추지 않는다면, 조지아와의 충돌 지역에 막대한 무기들을 끌어 들일 것이라고 엄포를 놓았다.
조지아 국방부 장관은 2008년 7월 7일에 10명으로 이루어진 민병들 한 무리가 츠힌발리 북쪽과 조지아의 나머지 지역의 조지아인 마을들을 연결하는 조지아-통제 우회로에 외견상으로는 지뢰 매설을 방해하려는 것 같았다고 말했다. 조지아측은 발포를 개시했고 그 민병 무리는 남오세티야-통제 마을 인근으로 후퇴해야 했다. 2008년 7월 8일, 남오세티야는 밤이 되기전에 행정 경계선에 위치한 즈나우리 구역에 있는 오코나 마을과 가까운 곳에 "조지아 국방부 포병 여단 소속 장교들" 4명을 구류하고 있다고 보고했다. 미하일 사카슈빌리 조지아 대통령은 경찰에게 4명의 군인들을 구출하는 작전을 준비하라고 명령했지만, 그들은 그 작전이 실시 되기 전에 풀려났다.
2008년 7월 9일, 러시아 군사 전투기들이 남오세티야를 지나 조지아 상공에 진입한 뒤 러시아로 귀환했다. 다음 날, 러시아 당국은 그 비행을 확인했으며, 공식 진술에서는, 남오세티야에 의해 구류된 4명의 군인을 구출하려는 조지아의 작전 실시를 방해하기 위해 전투기들을 보냈다고 말했다. "러시아의 호전적인 정책들로 인한 침해"가 시작되자, 조지아는 그 응답으로 "자문역으로" 모스크바로 보냈던 대사를 귀환 시켰다.
그 사건과 동시에 미 국무장관 콘돌리자 라이스가 트빌리시를 방문했고 거기서 그녀는 조지아가 NATO에 가입하려는 노력을 지지하겠다고 서약했다. 그녀는 조지아에게 압하스와 남오세티야 문제들을 해결하는데 도움을 줄 의도로 NATO 회원국 가입 계획을 허가해 주었다. 그에 대한 보고는 보스크바에게 부정적인 영향을 주었다. 러시아 외부무 장관 세르게이 라프로프는 데 팍토 압하스 대통령 세르게이 바가프시와의 대담에서 조지아의 NATO 편입 절차는 "충돌 문제 해결의 기초를 위태롭게 할 수도 있는" 과정이라며 응답했다. 2008년 7월 11일에 조지아 외무부 대변인 그리골 바샤제는 분쟁 지역에서의 UN 안보 위원회와의 긴급 회담을 요청했다.
2008년 7월 11일 남오세티야 측 외교관은 남오세티야는 모스크바의 도움 없이도 조지아에 의한 어떤 도발도 격퇴시킬 수 있다고 자신했고 또한 조지아-남오세티야 분쟁 지역에서의 충돌 문제 해결은 대부분 러시아 평화 유지군에게 맡겨 놓아야 했다고 말했다. 같은 날 보고서에서 러시아 국방장관은 압하지야에 주둔하고 있는 러시아 평화유지군이 "전투의 용이성이 증가해야 한다"며 범위를 규정했다고 했다. 그리고 그는 "근무 중에 화기 사용 규정을 설명"에 대해 지도 받은 평화유지군 전원이 주둔지에서 감시 근무, 검문, "특별 훈련"에 더욱더 엄중을 기할 것을 당부했다. 의회 안보국과 국방 위원회의 수석 대리 니카 루루아는 조지아에게 러시아 군사 비행체가 다시 영토 상공에 출현한다면 격추시키려는 선제 공격이 당연한 듯 여겨질 수 있겠지만, 그 대신에 그 문제를 세계 공동체에 호소해야 한다고 경고했다. 대중매체는 러시아의 고위급 군사 장교들이 세르게이 바가프시 압하지야 대통령과 함께 작성한 작전의 세부 사항에서 특별 분류된 코도리 계곡을 포위하려는 러시아의 의심스러운 계획에 대한 정보를 담은 보고서를 발행했다. 들리는 바에 의하면 조지아가 억류된 장교들을 구출하기 위해서 남오세티야로의 군사 침입을 계획한 세부 내용이 드러날 때의 대응에 대해서 고려하고 있었다고 한다.
2008년 7월 14일, 조지아 국방부 장관 대리 바투 쿠텔리아는 아하스와 남오세티야 사건에 뒤이어 군사를 15% 더 늘려 37,000 명으로 증원할 계획에 있다고 말했다. 증원 병력은 조지아의 영공과 흑해 연안 방어에 투입되곤 했다. 러시아는 시기 선택이 고의적임을 부인하는데도 불구하고 2008년 7월 15일 미국과 러시아 양측은 모두 캅카스에서 훈련에 돌입했다. 러시아의 훈련들에는 압하스와 남오세티야에서의 평화 유지군을 지원하는 훈련이 포함되어 있었다. 조지아는 그 훈련들이 침략 의사의 표명이라고 주장했다.
미국의 훈련들은 "2008년 즉시 대응 훈련"의 일부였고 미국, 조지아, 우크라이나, 아제르바이잔, 아르메니아로 부터의 군사력을 포함했다. 조지아에서는 1,000명의 미군 병력들 이 포함돼 있었고 이미 127명의 훈련 교관들이 추가로 투입되어 있었다. 훈련은 8월 7일에 종결되었다. 8월 6일, 조지아 국방부 장관은 2주 과정의 "2008년 조지아 급속" 훈련을 발표했는데, 그 훈련에는 총원 180명의 영국 군사가 합세했고, 9월에 훈련이 시작되었다.
또한 7월 15일에는, 압하스와 남오세티야가 러시아-벨라루스 연맹국에 가입할 계획이 있음을 밝혔고, 계획의 실행을 위한 각각의 대변인들은 양쪽 지역 모두가 연맹국 가입에 관해 논의되었다고 말했다. 연맹국 가입이 아니면, 그들은 독립 승인이 필요했고 그들이 회원국으로 연맹국에 가입할 수 있기 전에 감시국이 되어야 했다.
대중 매체의 보도에 따르면, 2008년 7월 18일, 조지아 경찰 근무 지역이 압하스 민병들에게 수류탄 공격을 받았다고 한다. 민병들 가운데 한 명은 뜻하지 않게 수류탄 폭발 사고로 죽었다. 압하스 장교는 그 보도가 거짓이라고 비난했다. 또한 조지아 대중매체는, 7월 19일, 러시아 병력의 1개 대대가 코도리 계곡의 저지대로 이동했다고 보도했다. 조지아 국방부 장관은 러시아 병력이 압하스와 남오세티야의 각각 마미손과 로크스키 통행로들을 침입했고 공습 경보가 울렸다고 주장했다. 압하스 외무부 장관은 어떠한 병력도 할당 지역 밖으로 보내지지 않았다고 말했다.
2008년 7월 23일에 A.U.N 공식 보고에서 2008년 4~7월 사이에 알려진 조지아 선거 날에 쿠루차에서 조지아인의 발포 사건의 모순점을 이슈화했다. 그 보고는 예견된 공격을 암시하는 연출된 사건의 전개를 알렸다. 그 보고는 조지아에 의한 정찰 비행들이 휴전 협정의 위반이라고 말했지만, 그 비행체들이 것 또한 휴전이 무시된 것이라고 말했다. 조지아의 군사 증강을 우려하여 UN은 보고를 통하여 군사력 증강에 대한 어떠한 증거도 발견하지 못했지만, 크밥차라를 포함하여 조지아에 의해서 통제되는 압하스의 특정 지역들에 감시군은 접근을 거부당했다고 했다.
2008년 7월 28일, 남오세티야 러시아 평화유지군 대변인은 남오세티야 군대가 평화 유지군과 촐리바우리 마을에서 온 OSCE 감시단을 저지하고 있었다고 했으며, 조지아 측에서 말하기를 촐리바우리 마을 가까운 곳에 요새들이 건설되고 있다고 전했다고 한다. 2008년 7월 29일에 남오세티야는 충돌 지대의 방어선에 있는 요지들을 강화했다는 데 대한 대응으로 남오세티야의 두 곳 마을들이 조지아군에 의해 불태졌다고 했다. 조지아는 보고 된 바로는 아무런 피해가 없었다고는 하지만 사라부키의 고지대의 조지아군 근무지들이 남오세티야군에 의해서 공격 받은 날이 그 날과 같은 날었다고 했다.

### 2008년 남오세티야 전쟁

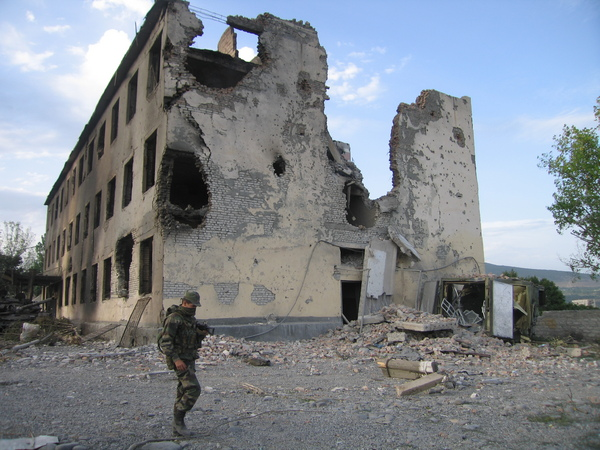
츠힌발리에 있는 러시아 JPKF 평화유지군의 기지 건물, 2008년 8월 7일에 포격 당했다.

8월 1일, 도합 3 측에서 온 공동 평화 유지군(JPKF) 감시대와 OSCE 대표단은 지역 시간으로 오전 8시 50분 경에 발생했던 폭탄 공격에 대한 진상 조사에 나섰고, 2명의 장교들이 부상당했는데, 보고에 의하면 JPKF 지휘관이 대중매체를 통해 블라디미르 이바노프 대위를 기사화했다고 한다. 조지아 내부부 장관은 그 공격에서 5명의 경찰 간부들이 원격 조종 폭파 장치에 의해 부상 당했다고 주장했다. 돌발성의 전투가 매일마다 계속되었고 8월 6일에는 더 격심한 전투가 벌어졌으며 조지아는 그 충돌 기간 동안에 병력 수송 장갑차(APC)가 못쓰게 되었다고 일반에게 알렸다. 4명의 목숨을 앗아간 포격이 있던 날 밤이 지나고, 8월 7일 새벽에 포격이 재개되었다. 이동중이었던 주민들은 남오세티야 수도의 격전 지역에서 빠져나와 이리저리 옮겨 다녔다. 소문에 의하면 조지아는 전차들, 포병들과 병력들이 남오세티야 경계선으로 이동하고 있었다고 한다.
그러나, 자정이 다 되어, 미하일 사카슈빌리는 한 편에만 국한되지만 휴전을 명령했다. "저격전은 (남오세티야 분쟁 지역에 있는) 마을들의 주민들을 상대로 진행되고 있으며 그 것인 즉슨 지금 나는 포병대, 전차들, 비합법적으로 충돌 지대로 배치된 자체 추진 포격 체계 그리고 박격포들과 유탄 발사기들을 포함하는 다른 형태의 무기들의 맹렬한 포격에 대하여 말하고 있는 것입니다." 샤카슈빌리의 그 연설은 지역 시간으로 8월 7일 7시 10분에 텔레비전으로 방송되었다.
조지아는 측의 공식적인 접경지대에 있는 조지아인 마을들을 상대로 저격수들의 공격과 다른 군사 행동들이 진행 중임을 주장하며 일방적인 휴전을 유보했다. 사카슈빌리는 7일째 되던 날 밤부터 8월 8일까지 러시아 전차들이 로키-터널을 지나 조지아 경계선을 넘었다고 주장했다. 8월 8일, 베이징 올림픽이 개최되던 날, 조지아는 전 지역에 "헌법의 질서를 복구하기 위하여" 군사 공격에 착수했다. 조지아는 전차들, 항공기, 중포대, 보병대를 사용하여 탈퇴 공화국에 대한 총-규모적인 밤샘 공격을 시작했다. 대중매체의 보도 자료에 의하면 조지아의 MRLS가 분리주의 수도 츠힌발리에 포격을 개시했다고 한다. 남오세티야 당국과 다른 기관들은 "아이들, 노인들, 젊은 여성들까지 포함된 남오세티야의 민간인들을 상대로 한 대학살 계획"을 실행에 옮긴 조지아를 고발했다. 츠힌발리의 중앙 병원, 대학교 및 몇 군데의 학교들이 타격을 입기도 했다.
조지아군은 중포들(122mm(5인치)와 152mm BM-21), 전차들, 항공기의 강력한 군사력 지원으로 느닷없이 공격을 퍼부었다.
인권 감시(HRW)의 연중 보고서에 따르면, 군사 충돌이 벌어지던 기간 동안에 조지아 군대는 남오세티야의 민간인들을 상대로 츠힌발리의 민간인들이 정착한 아파트 단지들은 물론이고 민간인들이 있던 여러 건물들에 분별없이 군사력을 사용했다고 한다. 조지아 군사는 민간인 지역들의 위치들을 표적으로 두고 파괴할 목적으로 그라드 다연장 로켓포, 마구잡이된 무기들을 사용했다고 HRW는 주장했다. 조지아 측이 클래스터 폭탄 사용을 승인했던 이유는, 로키 터널에 진입한 러시아 병력들에게 대항하기 위해서였다.
HRW의 향후 보고서에서는 조지아와 러시아는 모두 M85S와 RBK 250 형식의 집속탄을 사용했고 그 결과 민간이 사상자들이 발생했다고 했다. 조지아의 집속탄 사용 승인은 러시아 병력들을 상대로 로키 터널을 막기 위해서였지만, 교전지에서 도망쳐 나오는 민간인들도 타격을 받았기 때문에 고발당했다. 러시아는 집속탄 사용을 부인했지만 고리와 루이시에 대항한 공격에서도 그 무기들을 사용했기 때문에 고발당했다.
러시아 군사는 외견상으로는 충돌 지역에서 도망쳐 나오려는 민간인들을 호위할 목적이 있는 것 같았지만, 남오세티야와 고리 구역에서 무분별한 군사력 사용은 고발당했다.
남오세티야의 러시아 연방의 일부 당국에 따르면, 8월 2~9일의 기간 동안 34,000명의 피난민들이 남오세티야를 떠나 러시아에 도착했다고 한다.

### 2008년 전쟁 이후
2009년 8월 26일, 러시아는 남오세티야와 압하지야의 독립을 공식적으로 승인했다.
8월 29일, 조지아 경찰은 경계선 지역에서 4명의 여행객 들과 13세 소년을 포함한 3명의 다른 사람들을 "비합법적으로 구류"했으며 러시아의 남오세티야 평화 유지군 대대에서 복무하고 있던 2명의 군인들을 체포했다. 트빌리시와 모스크바 사이의 외교적 싸움이 벌어졌고, 억류자들은 8월 30일에 트빌리시와 인접한 므츠헤타의 도심에 있는 재판소에서 2달 간의 공판 전 보호를 선고받았다.
- 9월 10일, 고리의 북부 마을에서 조지아 경찰관이 러시아 군인으로 추정되는 군인들에 의해 살해 당했다고 한다.[69]
- 9월 13일, 압하지야와 조지아의 경계에서 조지아 경찰관 1명이 살해 당했다.[69]
- 9월 21일, 압하지야와 조지아의 경계에서 조지아 경찰관 1명이 살해 당했고 3명이 부상 당했다.[69]
- 9월 22일, 압하지야와 조지아의 경계에서 조지아 경찰관 2명이 지뢰를 밟아 부상을 입었다.[69]
- 9월 25일, 츠힌발리의 변두리에서 폭파 장치가 폭발하는 바람에 남오세티에 거주하는 13세 어린이가 목숨을 잃었다.[70]
- 10월 6일, 압하지야와 조지아의 경계에서 조지아 경찰 특공대로 추정되는 대원들에 의해 압하스인 국경 경계병 1명이 살해 당했다고 한다.[71]
- 10월 18일, 조지아의 대중매체의 보도에 따르면 오세트인 민병대로 추정되는 병사들에 의해 고리 구역의 아드즈바 마을에 있는 다리가 부분적으로 파괴되었다고 한다.[72]
- 10월 25일, 압하지야 국경 근방에 있는 무즈하바의 조지아인 마을에서 폭탄이 터져 마을 사람 1명과 지아 메보니아 마을 이장이 죽었다.[73][74]

2008년 10월 중순, 남오세티야 경찰들은 조지아 측에서 발포가 끝난 것 같으므로 사격 지점으로 되돌아 오라는 명령을 받았다. 그 명령은 새로운 폭력의 위협이 증가할 수 있었기 때문에 내려진 지시로 사료됐다. 남오세티야 경찰 최고 간부는 그 명령이 민족적으로 조지아인들이 거주하는 마을에서 남오세티야 경찰 근무지로 자동 화기들의 포격이 날아온 것에 대한 대응이었다고 보고했다. 내무부 장관 미하일 민자예프는 그 사건을 조지아군에 의한 연속적인 도발이라고 분명히 해 뒀는데도 불구하고, 부상 당한 사람이 아무도 없다고 말했다.
- 2009년 4월 23일, 조지아와 남오세티야 경계에서 총격전이 벌어졌으며 양 측은 군용 소형 자동화기가 사용되었다고 보고했고 그 사건에 대해 서로를 비난했다.[76]
- 2009년 8월 1일, 남오세티야 국방부 장관 대리 이브라김 가세예프에 따르면 조지아는 이리드비의 모세티야인 마을에 있는 디치와 접해있는 조지아인 공동체에서 박격포로 남오세티야 국방부 감시 전초지를 조준하고 2발을 발사했다고 한다.[77] 조지아는 그 사건이 있기 며칠 전에도 수 시간 동안 남오세테야 영토에 공격을 퍼부은 일이 있었다.[78] 조지아의 EU 감시단 파견대는 그들이 그 지역을 순찰했지만 포격이 벌어졌다는 아무런 증거도 찾을 수 없었다고 말했다. 그러나, 감시단이 말하기를 남오세티야 측의 관리상 경계 지역에 4차례 폭발이 있었지만, 원인불명이라고 했다.[79]
- 2009년 8월 4일, 전쟁의 1주년 기념일인 8월 7일 전에 긴장이 고조되었다는 보고가 있었다. 유럽 연방은 "모든 편들은 이와 같이 특히 감정적으로 예민한 날에는 긴장을 고조시키는 어떠한 진술이나 행동도 삼가 주십시오."라며 거듭 부탁했다.[80]

## 같이 보기
- 2006년 남오세티야 독립 국민투표
- 압하스와 남오세티야의 국제 승인
- 오세티야-인구시 충돌
- 조지아 내전
- 조지아의 정치

## 참조
- International Crisis Group (2004년 11월 26일). “Georgia: Avoiding War in South Ossetia / Report No159” (PDF). 2007년 6월 30일에 원본 문서 (PDF)에서 보존된 문서. 2010년 10월 5일에 확인함.
- International Crisis Group (2007년 6월 7일). “Georgia's South Ossetia Conflict: Make Haste Slowly” (PDF). 2010년 10월 3일에 확인함. (가입해야 볼 수 있으나 회원등록은 무료임)